# Campionati europei di nuoto 2016
La XXXIII edizione dei Campionati europei di nuoto si è svolta a Londra dal 9 al 22 maggio 2016, presso il London Aquatics Centre. In questa edizione, contrariamente all'edizione precedente, non sono state incluse gare di nuoto di fondo.

## Discipline
In programma, complessivamente, si sono svolte 64 gare. Rispetto all'edizione precedente non si sono disputate competizioni di nuoto di fondo, mentre il nuoto sincronizzato ha assegnato medaglie distinte per il programma libero e per quello tecnico, introducendo inoltre anche il duo misto dopo il debutto ai Mondiali di Kazan' 2015. Ai tuffi si sono aggiunti i due sincro misti dal trampolino 3 m e dalla piattaforma 10 m. 
| Disciplina          | Masc. | Femm. | Miste | Tot. |
| ------------------- | ----- | ----- | ----- | ---- |
| Nuoto               | 20    | 20    | 2     | 42   |
| Nuoto sincronizzato | -     | 7     | 2     | 9    |
| Tuffi               | 5     | 5     | 3     | 13   |
| Totale              | 25    | 32    | 7     | 64   |

## Calendario
| ● | Cerimonia di apertura | ● | Finali | ● | Cerimonia di chiusura |

|                     | Maggio 2016 |    |    |    |    |    |    |    |    |    |    |    |    |    |    |
| Sport               | 9           | 10 | 11 | 12 | 13 | 14 | 15 | 16 | 17 | 18 | 19 | 20 | 21 | 22 | T  |
| Cerimonie           | ●           |    |    |    |    |    |    |    |    |    |    |    |    | ●  |    |
| Nuoto               |             |    |    |    |    |    |    | 4  | 6  | 5  | 7  | 5  | 7  | 8  | 42 |
| Nuoto sincronizzato | 1           | 1  | 2  | 2  | 3  |    |    |    |    |    |    |    |    |    | 13 |
| Tuffi               | 1           | 2  | 2  | 2  | 2  | 2  | 2  |    |    |    |    |    |    |    | 11 |
| Finali              | 2           | 3  | 4  | 4  | 5  | 2  | 2  | 4  | 6  | 5  | 7  | 5  | 7  | 8  | 64 |

## Medagliere
| Posizione | Paese         | Oro | Argento | Bronzo | Totale |
| --------- | ------------- | --- | ------- | ------ | ------ |
| 1         | Gran Bretagna | 10  | 11      | 12     | 33     |
| 2         | Ungheria      | 10  | 4       | 6      | 20     |
| 3         | Russia        | 10  | 3       | 6      | 19     |
| 4         | Italia        | 8   | 13      | 11     | 32     |
| 5         | Ucraina       | 5   | 10      | 5      | 20     |
| 6         | Paesi Bassi   | 5   | 4       | 2      | 11     |
| 7         | Francia       | 4   | 1       | 4      | 9      |
| 8         | Svezia        | 4   | 0       | 1      | 5      |
| 9         | Germania      | 3   | 1       | 0      | 4      |
| 10        | Danimarca     | 2   | 4       | 1      | 7      |
| 11        | Polonia       | 1   | 1       | 0      | 2      |
| 12        | Lituania      | 1   | 0       | 2      | 3      |
| 13        | Grecia        | 1   | 0       | 1      | 2      |
| 14        | Spagna        | 0   | 3       | 6      | 9      |
| 15        | Islanda       | 0   | 2       | 1      | 3      |
| 16        | Israele       | 0   | 2       | 0      | 2      |
| 17        | Belgio        | 0   | 1       | 1      | 2      |
| 17        | Slovenia      | 0   | 1       | 1      | 2      |
| 19        | Norvegia      | 0   | 1       | 0      | 1      |
| 19        | Serbia        | 0   | 1       | 0      | 1      |
| 19        | Slovacchia    | 0   | 1       | 0      | 1      |
| 22        | Finlandia     | 0   | 0       | 2      | 2      |
| 23        | Austria       | 0   | 0       | 1      | 1      |
| 23        | Croazia       | 0   | 0       | 1      | 1      |
| 23        | Portogallo    | 0   | 0       | 1      | 1      |
| Totale    | Totale        | 64  | 64      | 65     | 193    |